# 庄妃
庄妃，古代中国妃嫔封号。明清皆有此封号。

## 历史
明初设立诸妃位号，有贤妃、淑妃、庄妃、敬妃等。

## 中國
- 明代庄妃

1. 赵庄妃，明英宗妃。
2. 王庄妃，明世宗妃。
3. 杜庄妃，明世宗妃。
4. 刘庄妃，明穆宗妃。[2]
5. 李庄妃，明光宗妃。

- 清代庄妃

1. 孝庄文皇后，清太宗妃，崇德年间封永福宫庄妃。
2. 庄妃 (嘉庆帝)，王氏，嘉庆帝妃。

## 越南
- 阮主莊妃

1. 慈敏孝哲皇后朱氏園，阮主阮福瀕夫人，武王阮福濶追尊為慈敏昭圣庄烈庄妃